# Niefern-Öschelbronn
Niefern-Öschelbronn là một thị xã thuộc huyện Enz, bang Baden-Württemberg, Đức. Nơi đây nằm bên bờ sông Enz, cách Pforzheim 6 km về phía đông.